# Ludwig Ingwer Nommensen

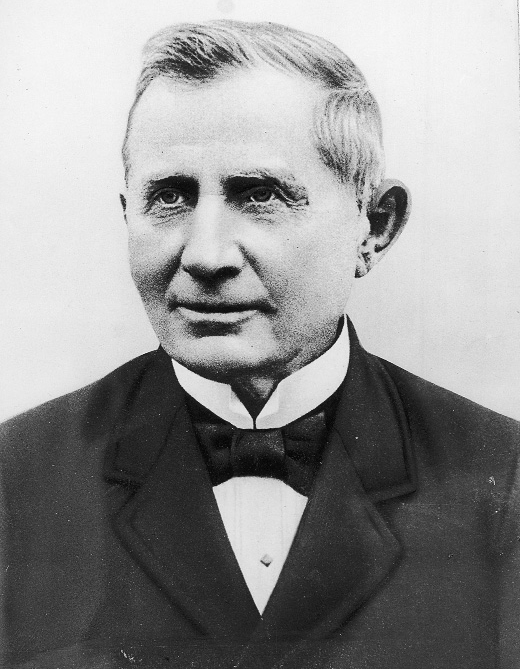
Ludwig Ingwer Nommensen

Ludwig Ingwer Nommensen (* 6. Februar 1834 auf Nordstrand, Herzogtum Schleswig; † 23. Mai 1918 in Sigumpar, Sumatra) war ein deutscher evangelischer Missionar, der durch seine Tätigkeit unter den Batak auf Sumatra bekannt wurde. Er wird von vielen Ompu genannt, was Großvater heißt und im übertragenden Sinn Apostel der Batak bedeutet, weil er als geistiger Ahnherr dieser Ethnie gilt.

## Leben
Nommensen entstammte einer armen Familie, sein Vater Peter (1794–1848) war als Schleusenwärter tätig und seine Mutter hieß Antje und lebte von 1802 bis 1857. Als Zwölfjähriger wurde er so schwer verletzt, dass man fast seine Beine amputiert hätte. Ein Pferdefuhrwerk hatte ihn überfahren und seine Beine zerquetscht. Er genas jedoch und fasste daraufhin den Entschluss, Missionar zu werden. Auf Vermittlung eines Pastors aus Niebüll trat er 1857 in Barmen (heute Wuppertal) in das Seminar der Rheinischen Mission ein. Von den Missionsinspektoren Friedrich Fabri und L. von Rohden wurde er ausgebildet und von den Pietisten August Neander und August Tholuck beeinflusst. Am 20. Oktober 1861 wurde er ordiniert und am Heiligen Abend gleichen Jahres wurde er nach Sumatra entsandt.
Dort ließ er sich 1862 im Hochtal Silindung nieder. Am 27. August 1865 konnte er die ersten Familien taufen. 1866 bis 1872 unterstützte ihn vor Ort August Schreiber bei seiner Arbeit. Infolge von Widerständen der niederländischen Administration, der Datupriester und der Führer der Batak dauerte es noch viele Jahre, bis sich ab 1878 größere Gruppen der Batak von ihrer ethnischen Religion trennten und sich taufen ließen. Der Einheimische Raja Pontas Lumbantobing (etwa 1830–1900) wurde sein Freund, beschützte ihn und unterstützte ihn zusammen mit dem Pädagogen Peter Hinrich Johannsen und A. Mohri. Johannsen hatte neben Nommensen eine wichtige Rolle als Ausbildner von Lehrern und Predigern, als Übersetzer und Gründer von Kleingruppen.
In einer zweiten Missionsphase, etwa von 1881 bis 1903, missionierte er am Tobasee im Norden Sumatras. Hier sah er sich der Gegenwehr des Batakfürsten Si Singamangaraja XII. ausgesetzt, gleichwohl war er erfolgreich und konnte eine Art Volkskirche gründen. Mit W. Ködding (1837–1897) schuf er ab 1881 eine Kirchenordnung, die auf die Kultur der Batak angepasst war. Die Ausbreitung seiner Batakmission wurde durch Einbezug der Einheimischen in Führung, Organisation, Finanzen und Formen der Kirchgemeinden und durch Aufbau von Gesundheitszentren, Schulen und eines theologischen Seminars gefördert. 1886 konnte Nommensen die Missionsstation Sigumpar errichten, von wo aus er dann seine umfangreiche Missionsarbeit leitete und auch als Ephorus, Ausbildner, Vermittler und Richter wirkte.
Nommensen übersetzte 1874 Luther’s kleinen Katechismus, 1878 das Neue Testament und 1882 weitere biblischen Geschichten in die Bataksprache. 1882, 1883 und 1886 schrieb er Berichte an seine Freunde, und etwa 40 Artikel und Beiträge insgesamt verfasste er für Missionszeitschriften.
In seinem Todesjahr wurden bereits 23000 Kinder in 510 Schulen unterrichtet, und die Batak-Kirche (Toba-Batak-Kirche; seit 1930 Huria Kristen Batak Protestan, kurz HKBP) zählte 180.000 Mitglieder in rund 500 Gemeinden. Es gab 34 Pfarrer und 788 Lehrer, die zusätzlich auch als Prediger wirkten. Bereits um 1930 wurde die Kirche unabhängig von der Rheinischen Mission. Sie ist im Jahr 1999 auf etwa zwei Millionen Mitglieder angewachsen.

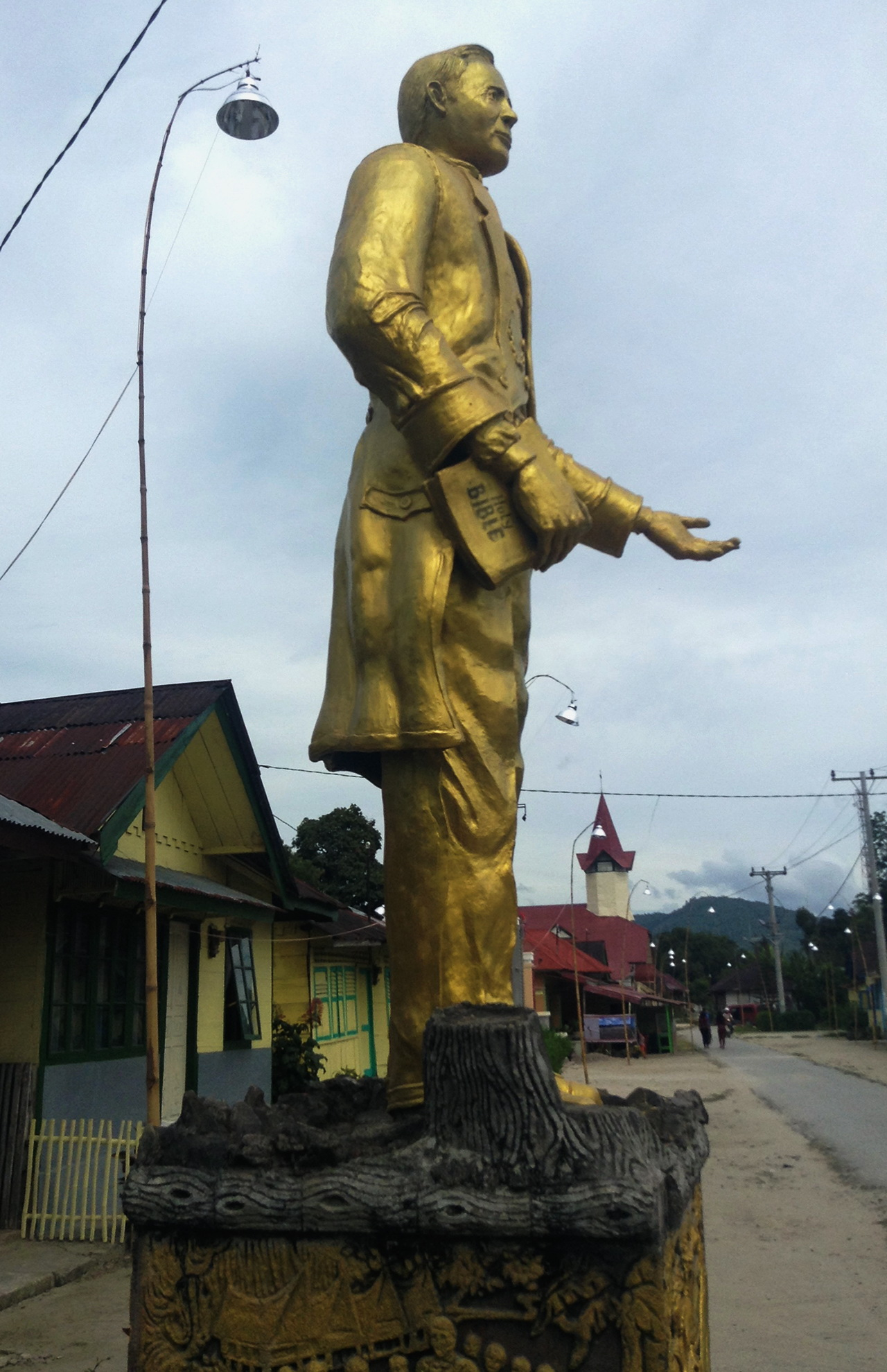
Nommensen-Statue in Saitnihuta auf Sumatra

## Familie
Nommensen war seit 1866 verheiratet mit Caroline Gutbrod, sie hatten fünf Kinder und verloren in den Jahren 1868 und 1872 je ein Kind. 1887 starb seine Frau in Deutschland, er heiratete 1892 Christine Harder, mit der er drei Kinder hatte. 1901 wurde sein Sohn Christian in Sumatra ermordet, 1909 starb seine zweite Frau und sein Sohn Nathaniel starb während des Ersten Weltkriegs.

## Ehrungen
- 1904: Ehrendoktorwürde der Theologischen Fakultät der Universität Bonn[8]
- 1911: Offizierskreuz des Ordens Oranien-Nassau[8]
- 1934: eine vom Düsseldorfer Bildhauer Erich Kuhn geschaffene Büste wurde in der Nähe von Nommensens erster Gemeinde auf Sumatra aufgestellt.
- 1954: Die Universitas HKBP Nommensen ist eine im Jahr 1954 gegründete christliche Universität in Medan und Pematang Siantar in Nordsumatra, die nach ihm benannt wurde.
- 1964: Am Sonntag, den 26. April 1964, weihte die lutherische Gemeinde der alten Wupperfelder Kirche das neue Gemeindezentrum an der Sternstrasse 42 nach seinem Namen ein. Auf der angebrachten Gedenktafel unterlief der Gemeinde ein Monatsfehler beim Geburtsdatum.[9]
- In seinem Geburtsort Nordstrand erinnert ein Gedenkstein vor der Odenbüller Kirche an ihn.[10]

Kirchliche Gedenktage:
- Evangelische Kirche in Deutschland: 23. Mai im Evangelischen Namenkalender[11]
- Evangelisch-Lutherische Kirche in Amerika: 7. November im Lutheran Worship, gemeinsam mit Johann Christian Friedrich Heyer und Bartholomäus Ziegenbalg[12]

## Schriften
- Aus den Tagebüchern eines jungen Missionars, BRMG 5, 1863, S. 125–140 und 153–166.
- Erster Niederlassungsversuch in der Landschaft Silindong auf Sumatra, BRMG 8, 1864, S. 225–235.
- Sitten und Gebräuche der Bartas, BRMG 9, 1864, S. 271–281 und 303–305.
- Reise nach dem Tobasee, BRMG 3, 1877, S. 69–79.
- Endgültiger Bericht über den Krieg auf Sumatra, BRMG 12, 1878, S. 361–381.
- Reisebericht des Missionars Nommensen an seine Freunde, I–III, Breklum 1882–1886.